# 湖南工业科技职工大学
26°52′45″N 112°36′07″E / 26.879225°N 112.602074°E
湖南工业科技职工大学，是曾经存在的一所成人高校，位于湖南省衡阳市珠晖区苗圃街道办事处北塘村54号，2012年3月23日，湖南工学院正式接收湖南工业科技职工大学，标志着湖南工业科技职工大学成为湖南工学院一个下属学院。

## 历史
1978年，衡阳市建立了“湖南二轻厅职工大学衡阳分校”。 1998年，“湖南二轻厅职工大学衡阳分校”更名为“湖南工业科技职工大学衡阳分校”。 2003年，“湖南工业科技职工大学衡阳分校”更名为“湖南工业科技职工大学”。 2012年3月23日，湖南工学院正式接收湖南工业科技职工大学，标志着湖南工业科技职工大学不再是独立的大学，而成为湖南工学院一个下属学院。